# Lista episcopilor greco-catolici de Făgăraș și Alba Iulia
Lista episcopilor de Făgăraș și Alba Iulia:
- (1697-1713) - Atanasie Anghel
- (1715-1727) - Ioan Giurgiu Patachi
- (1728-1751) - Inocențiu Micu-Klein
- (1752-1764) - Petru Pavel Aron
- (1765-1772) - Atanasie Rednic
- (1772-1782) - Grigore Maior
- (1783-1830) - Ioan Bob
- (1832-1850) - Ioan Lemeni
- (1850-1868) - Alexandru Șterca Șuluțiu, arhiepiscop și mitropolit
- (1868-1892) - Ioan Vancea, arhiepiscop și mitropolit
- (1893-1918) - Victor Mihaly de Apșa, arhiepiscop și mitropolit
- (1920-1936) - Vasile Suciu, arhiepiscop și mitropolit
- (1936-1941) - Alexandru Nicolescu, arhiepiscop și mitropolit
- (1941-1946) - Valeriu Traian Frențiu, administrator apostolic
- (1946-1948) - Ioan Suciu, administrator apostolic
- (1989-1993) - Alexandru Todea, arhiepiscop și mitropolit
- (1993-1994) - George Guțiu, administrator apostolic
- (din 1994) - Lucian Mureșan, arhiepiscop și mitropolit